# Friedrich Wilhelm Zahn
Friedrich Wilhelm Zahn (14 febbraio 1845 – 1904) è stato un patologo tedesco.

## Biografia
Zahn studiò medicina all'Università di Strasburgo sotto Friedrich Daniel von Recklinghausen (1833-1910), diventando professore associato di anatomia patologica a Ginevra nel 1876.
Zahn pubblicò delle opere sul sistema circolatorio (sangue, trombosi, embolia, malattia arteriosa, ecc.) e sui tumori. Con Georg Albert Lücke (1829-1894) pubblicò un influente trattato sulla chirurgia dei tumori, Chirurgie der Geschwülste. Altri scritti noti di Zahn includono:
- Zur Lehre von der Entzündung und Eiterung. Mit besonderer Berücksichtigung der durch das Mikrosporon septicum hervorgerufenen Erscheinungen, 1872.
- Tumeur de la partie supérieure du fémur : désarticulation de la hanche, (con Jacques-Louis Reverdin 1842–1929), 1881.
- Beiträge zur Geschwulstlehre (sei parti).